# Patos
Patos (albanisch auch Patosi) ist eine kleine Stadt in Mittelalbanien. Der Ort, der zum Qark Fier gehört, hat 12.255 Einwohner (Volkszählung 2023). Patos liegt rund zehn Kilometer südöstlich der Stadt Fier etwas abseits der Strecke nach Ballsh und Südalbanien im Übergangsgebiet zwischen der Myzeqe-Ebene und den Bergen der Mallakastra in Südalbaniens.
Der Ort erlebte Aufschwung als Industriestadt – noch während des Zweiten Weltkriegs war die Stadt, die heute zu den 20 größten des Landes zählt, nur ein kleines Dorf. 1927 wurden 341 Einwohner verzeichnet, alle muslimisch.
Patos ist Zentrum der albanischen Erdöl-Förderung. Der Niedergang des Industriesektors in Albanien nach dem Ende des Kommunismus in den 1990ern führte zu zahlreichen sozialen Problemen in der Stadt. Die ganze Region leidet zudem unter Umweltverschmutzung durch Industrie-Abfälle. Das nationale Energieunternehmen Albaniens, Albpetrol, hat seinen Sitz in Patos. Nordöstlich der Stadt wurden viele neue Ölquellen erschlossen. Ein kanadisches Unternehmen bohrt seit 2004 in der Region nach Erdöl. Die Reserven der Erdölfelder in der Region werden auf 202 Millionen Fass geschätzt, womit es das größte Onshore-Lager Europas sei.

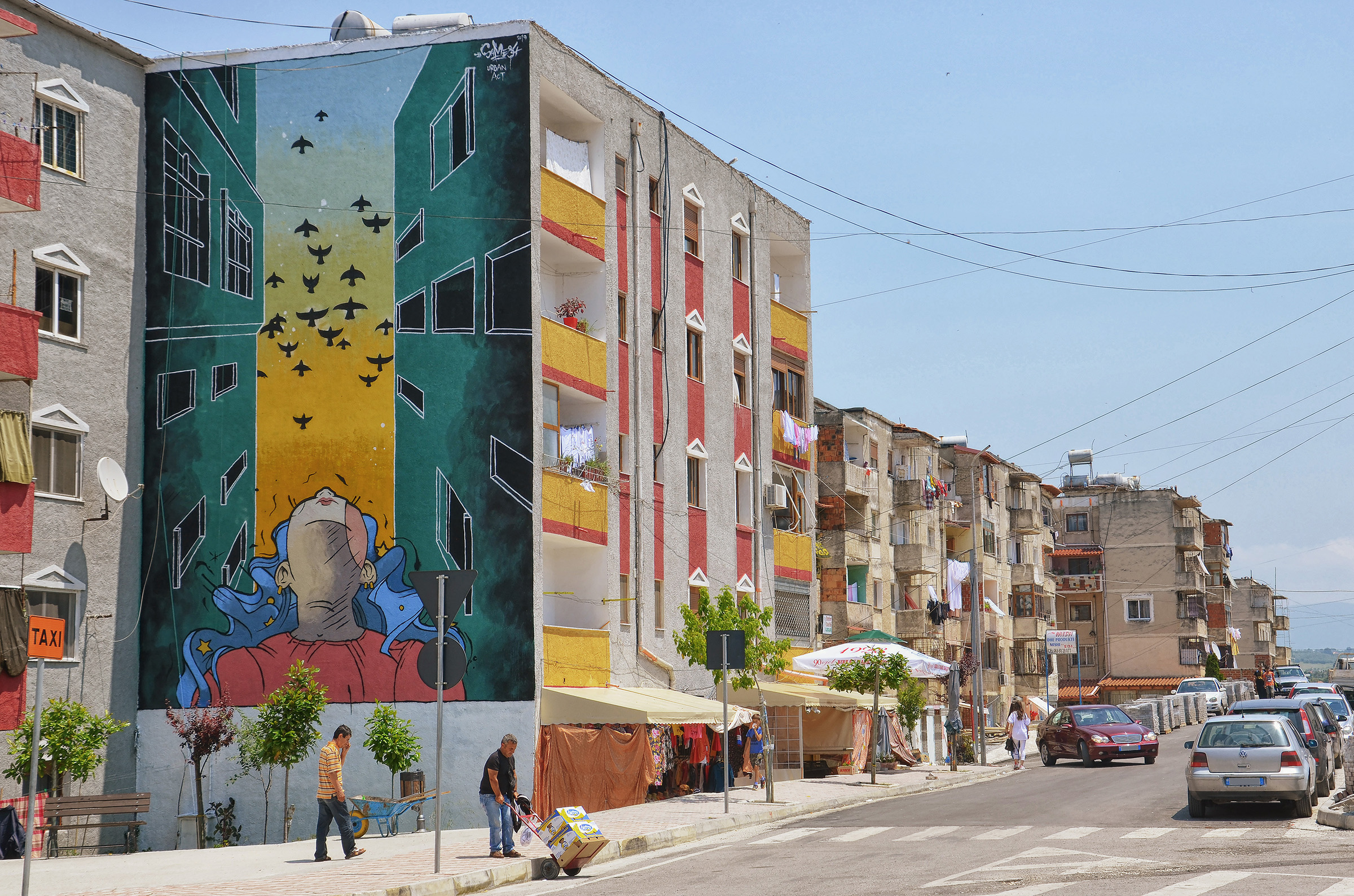
Straßenszene (2019)

Patos ist in vier Stadtbezirke (albanisch: lagje) unterteilt: Lagja 1 Maji, Lagja Naftetari, Lagja e Re und Lagja 29 Marsi. Die Stadt verfügt über ein großes Kino mit ungefähr 600 Plätzen, ein Kulturhaus mit Theater und Stadtbad, eine Stadtbibliothek und ein Museum. Das lokale Fußballteam heißt KS Albpetrol Patos und spielt derzeit in der Kategoria e dytë.
Zur Stadt (bashkia) gehören seit 2015 auch die umliegenden ehemaligen Gemeinden Ruzhdija (östlich; 2011: 2326 Einwohner; 2023: 1911 Einwohner) und Zharrës (nordöstlich; 2011: 5236 Einwohner, 2023: 4061 Einwohner). Patos, Ruzhdija und Zharrës sind seither Njësitë administrative (Verwaltungseinheiten) der Bashkia Patos. Die Gemeinde hat 18.227 Einwohner (Volkszählung 2023). Von 2011 bis 2023 hat das Gebiet der Gemeinde 20 % der Einwohner verloren (Volkszählung 2011: 15.397 Einwohner).
Unweit von Patos befindet sich die alte illyrische Siedlung Margëlliç.